# Museo archeologico regionale di Gela
Il Museo Archeologico Regionale di Gela è un museo che ha sede a Gela. Contiene oltre 4.000 reperti di notevole valore rinvenuti sia a Gela che in vari centri della Provincia di Caltanissetta. Rappresenta un'importante testimonianza archeologica dell'antica città greca e fu fortemente voluto per porre fine al continuo trasferimento dei reperti in altri musei regionali.

## Storia

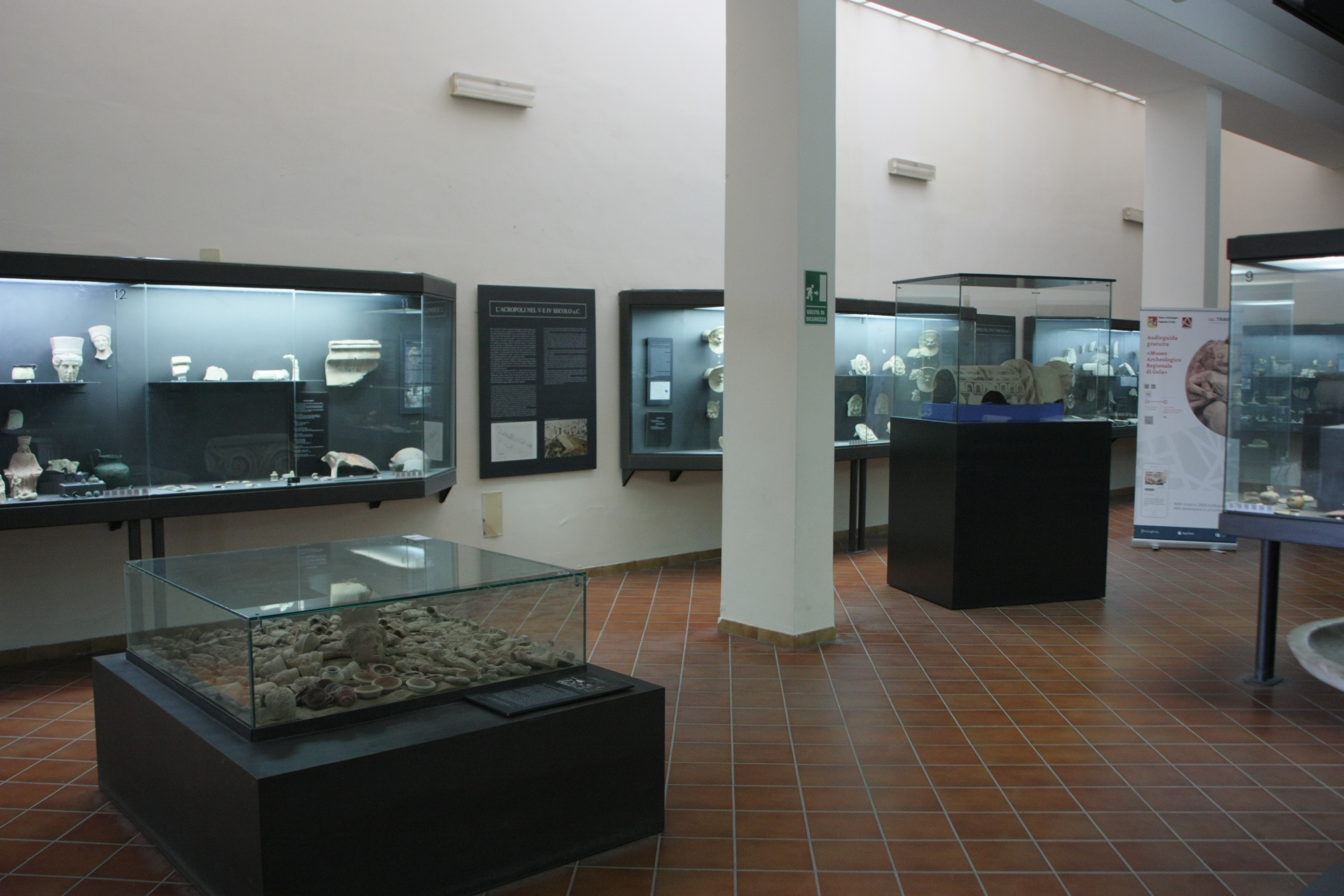
Una delle sale del museo

Il museo sorge accanto all'acropoli e fu costruito nel 1955 dal Ministero dei lavori pubblici su progetto dell'architetto Luigi Pasquarelli, con i fondi della Cassa del Mezzogiorno. L'inaugurazione avvenne il 21 settembre del 1958 alla presenza di un fitto gruppo di archeologi italiani e stranieri, tra cui Dinu Adamesteanu e Pietro Orlandini.
Nel 1984 il Museo fu oggetto di lavori di ampliamento resisi necessari in seguito ai nuovi reperti da esporre ad opera dell'architetto Franco Minissi. I percorsi espositivi e didattici furono interamente rinnovati nel 1995. Gli ultimi interventi effettuati a partire dal 1995 lo hanno interamente rinnovato nei percorsi espositivi e negli apparati didattici e didascalici.

## Le collezioni
Il museo si divide in due piani, nei quali, attraverso reperti ceramici, bronzei e numismatici, si ripercorre la storia di Gela antica e del territorio circostante dall'età preistorica all'età medievale. Contiene circa 4200 reperti cronologicamente distribuiti dalla preistoria all'età medievale, provenienti dai siti limitrofi come Dessueri, Monte Bubbonia, e il sito di Sophiana.
Molto ampie le collezioni relative a Gela antica, con materiali provenienti dall'acropoli, dalla zona di capo Soprano, dall'emporio di Bosco Littorio e dalle necropoli.
Sono da mettere in evidenza reperti quali: 
- un integro elmo calcidese
- le ampie collezioni di ceramica greca a figure nere e a figure rosse
- i resti del carico del "relitto di Gela", una nave mercantile greca affondata davanti al porto della città
- i dettagli architettonici provenienti da templi cittadini e le arule votive provenienti dall'emporio di Bosco Littorio
- l'ampia collezione numismatica con monete provenienti dalle varie colonie greche

Le collezioni Navarra e Nocera costituiscono il nucleo espositivo più antico. La prima, comprende una considerevole quantità di vasi corinzi ed attici a figure nere e a figure rosse. Questi provengono dagli scavi clandestini delle necropoli e collezionati alla fine dell'Ottocento dal barone Giuseppe Navarra.

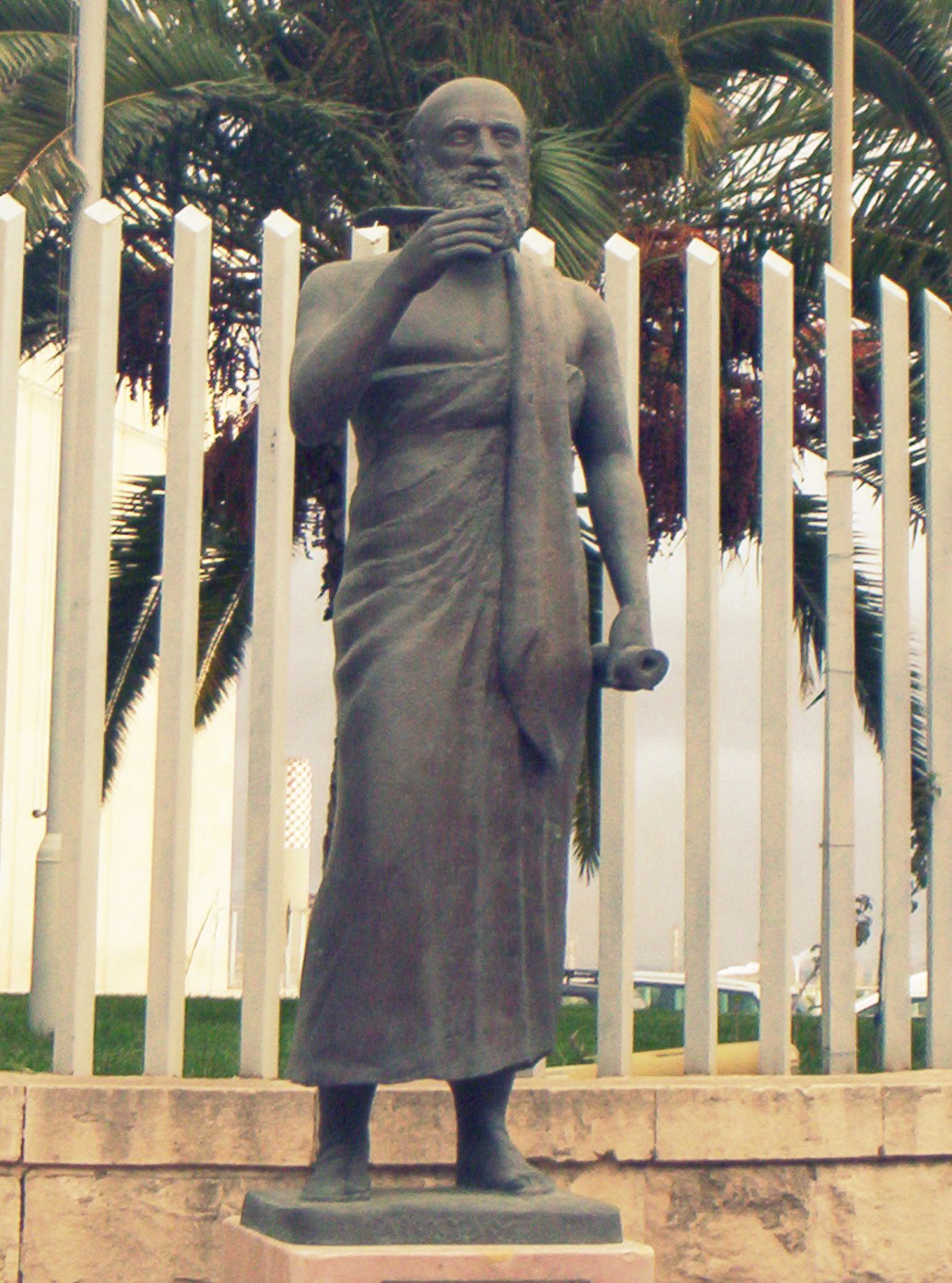
Statua del tragediografo Eschilo, posta dinnanzi al museo, realizzata dall'artista greco Taxis Parlavantzas.

Tra i vasi attici a figure nere (fine VI, inizi V secolo a.C.) si ritrovano opere attribuite al Pittore di Gela e al Pittore di Eucharides, e molte lekythoi della "classe di Phanillys".
La collezione di vasi attici a figure rosse (prima metà del V secolo a.C.) presenta opere di grandi ceramografi attici. Si tratta del Pittore di Edimburgo, del Pittore di Boreas, del Pittore della Phiale di Boston, del Pittore dei porci, del Pittore di Berlino e del Pittore di Brygos.
Il circuito museale è strutturato secondo un ordine cronologico e si articola in undici sezioni:
- Sezione I — Preistoria
- Sezione II — Acropoli
- Sezione III — Età Timoleontea, nave greca ed emporio
- Sezione IV — Zona Urbana
- Sezione V — Necropoli
- Sezione VI — Collezioni
- Sezione VII — Anfore da trasporto
- Sezione VIII — Arule e monetiere
- Sezione IX — Santuari extra-urbani
- Sezione X — Dalla preistoria all'età greca
- Sezione XI — Dall'età romana al medioevo

## Galleria d'immagini

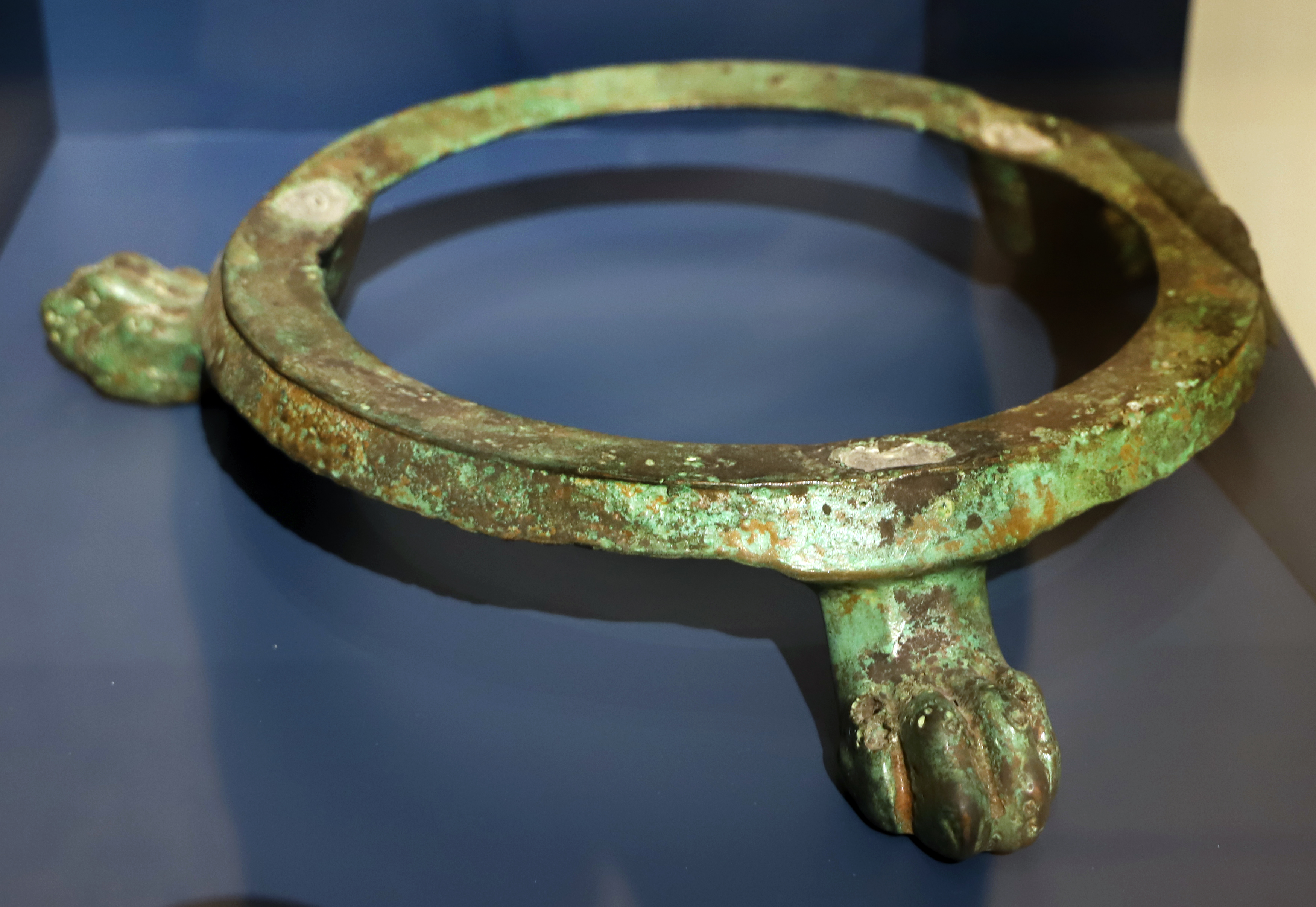
Tripode bronzeo (V sec. a.C.)
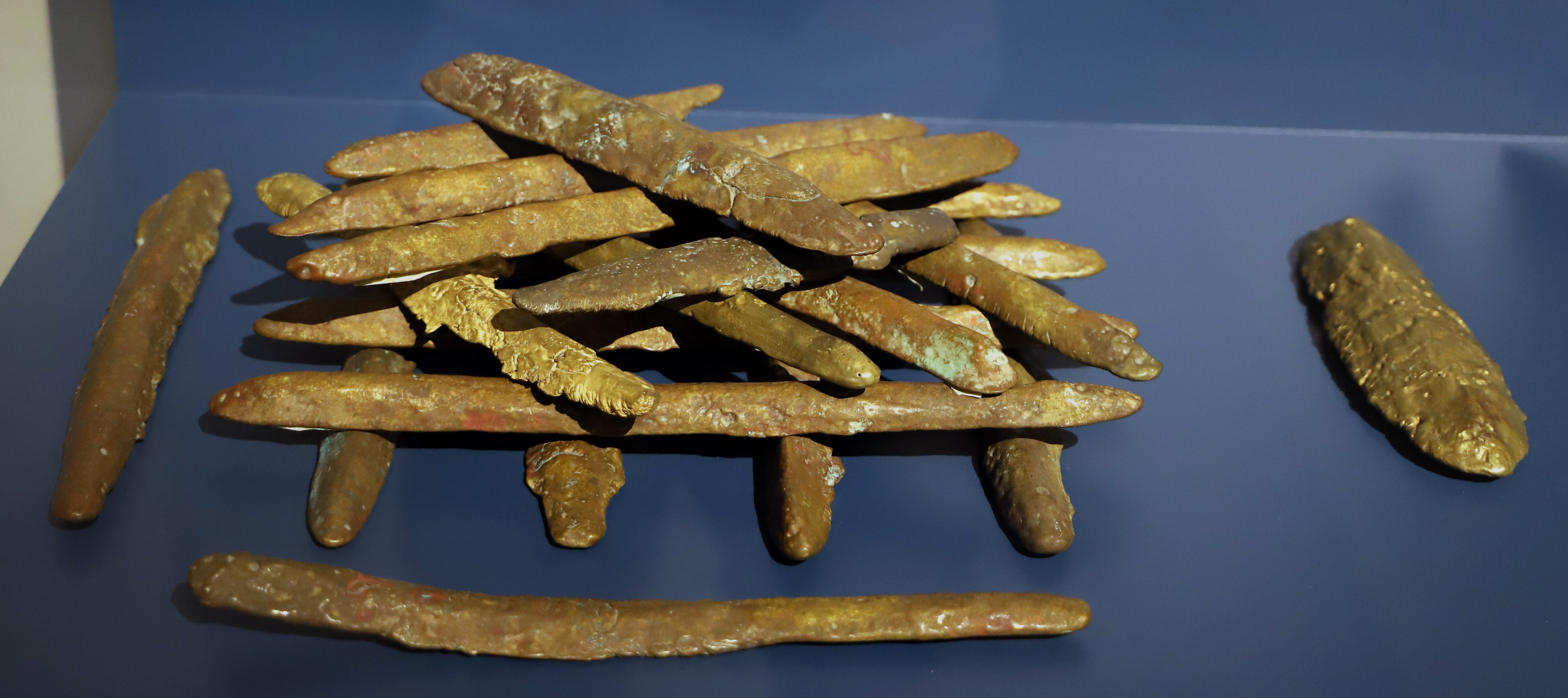
Lingotti in oricalco (VI sec. a.C.)
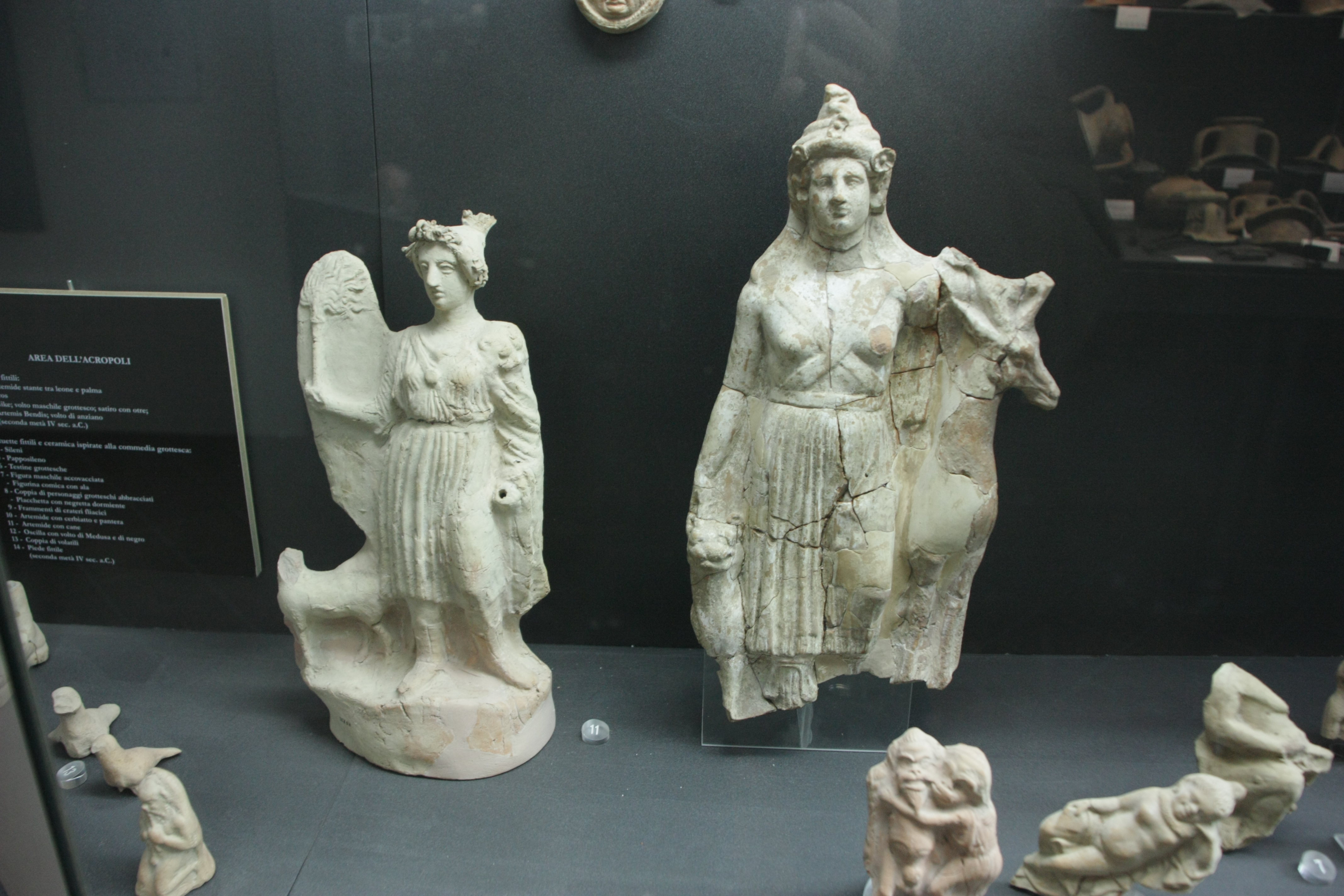
Statuette di Artemide con vari animali (IV sec. a.C.)
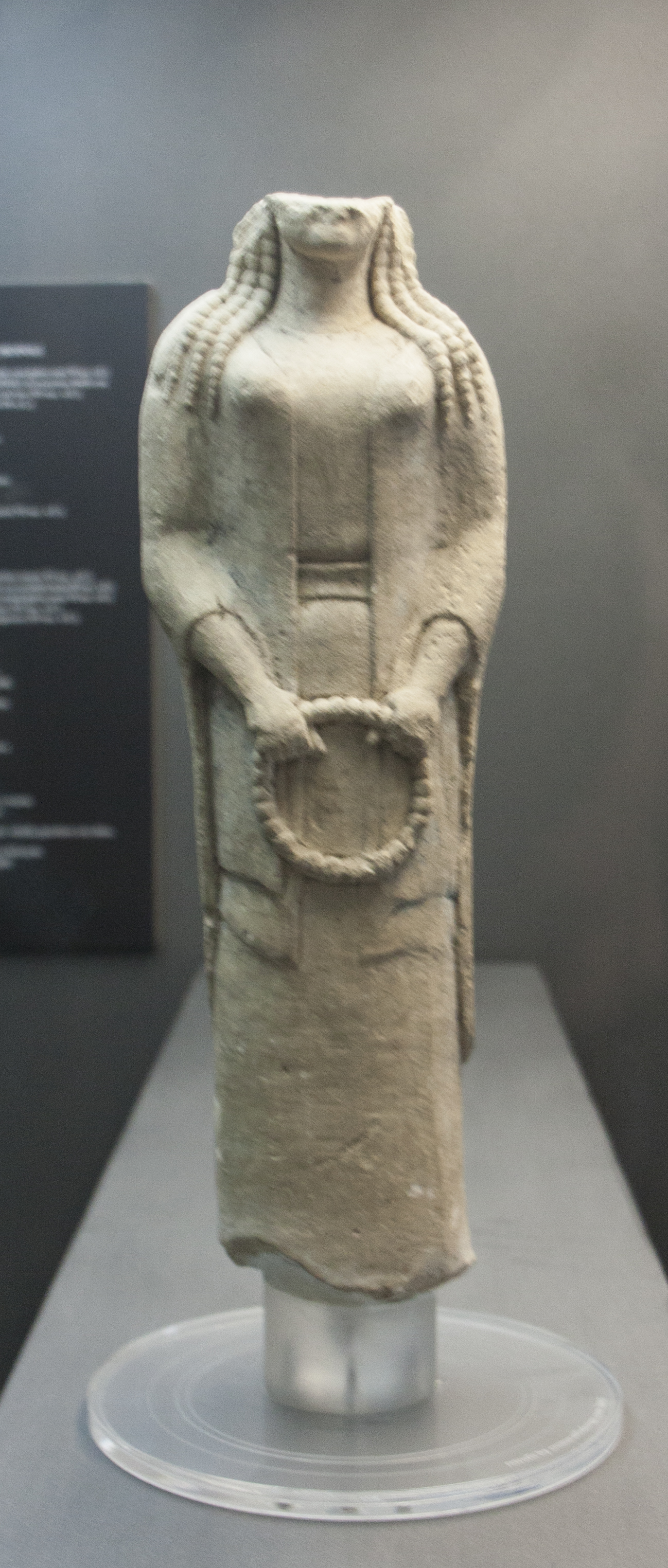
Statua di kore in pietra con ghirlanda (VI sec. a.C)
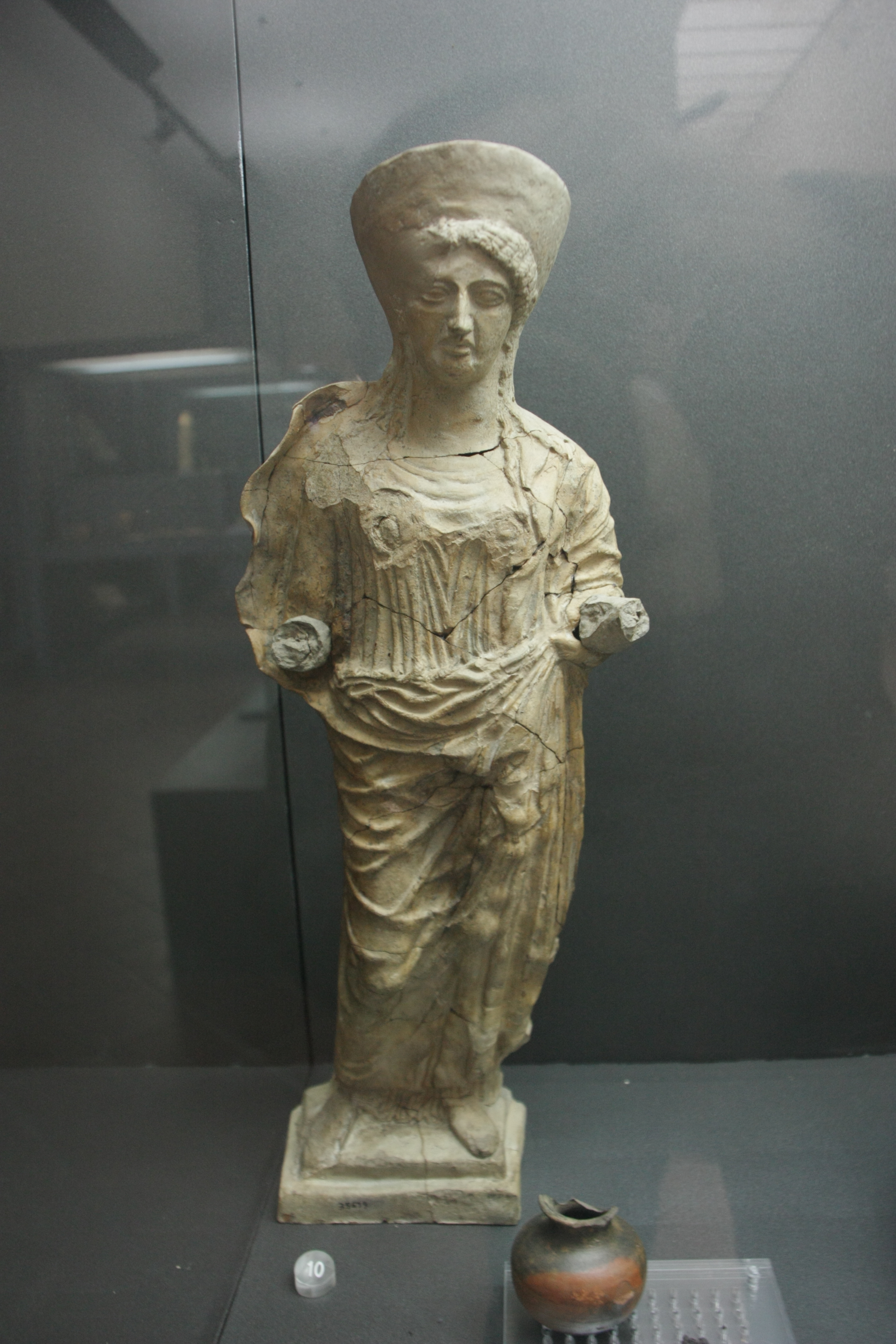
Statua fittile di Demetra (V sec. a.C.) e vasetto di semi carbonizzati
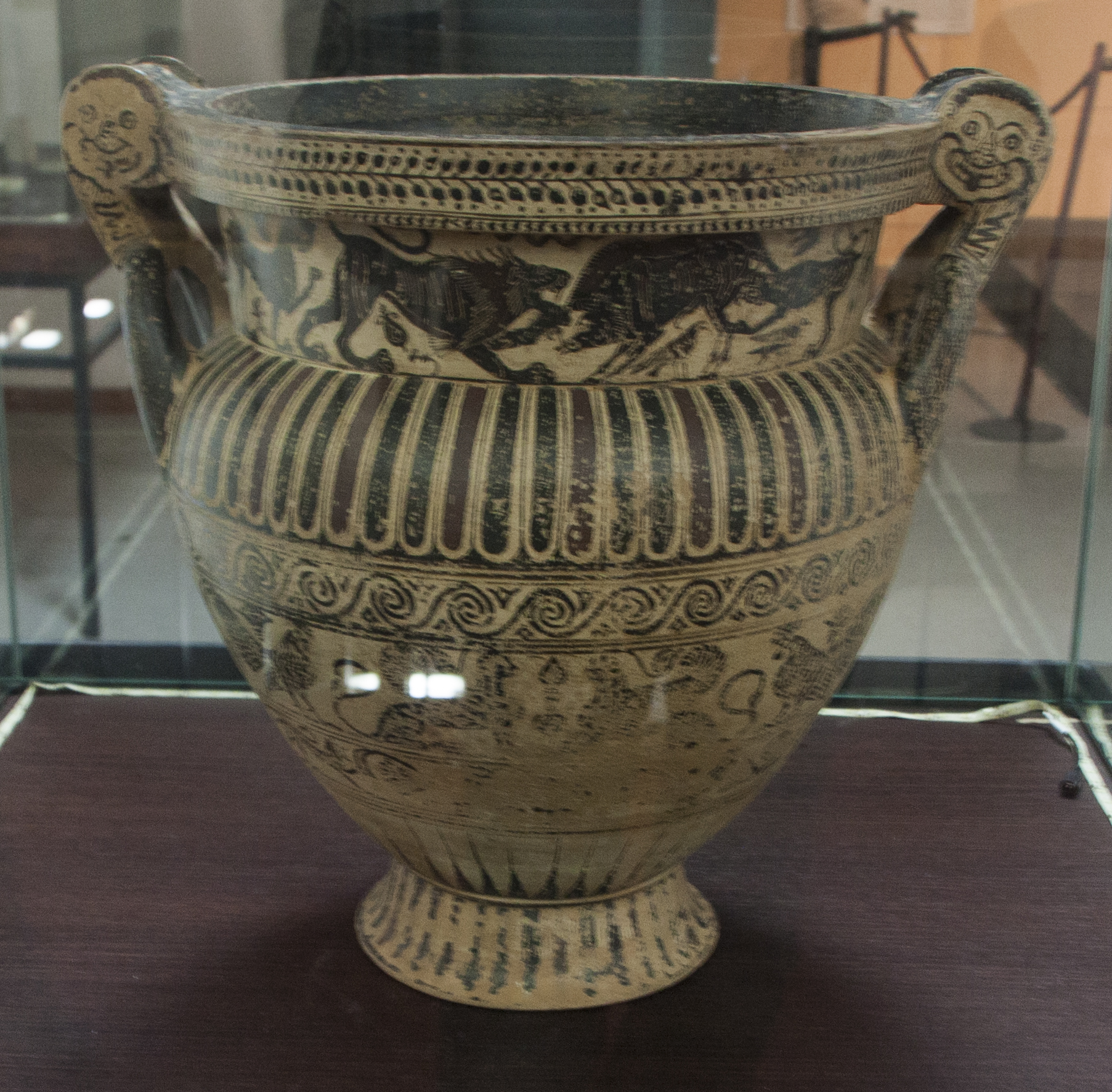
Cratere laconico (VII sec. a.C.)
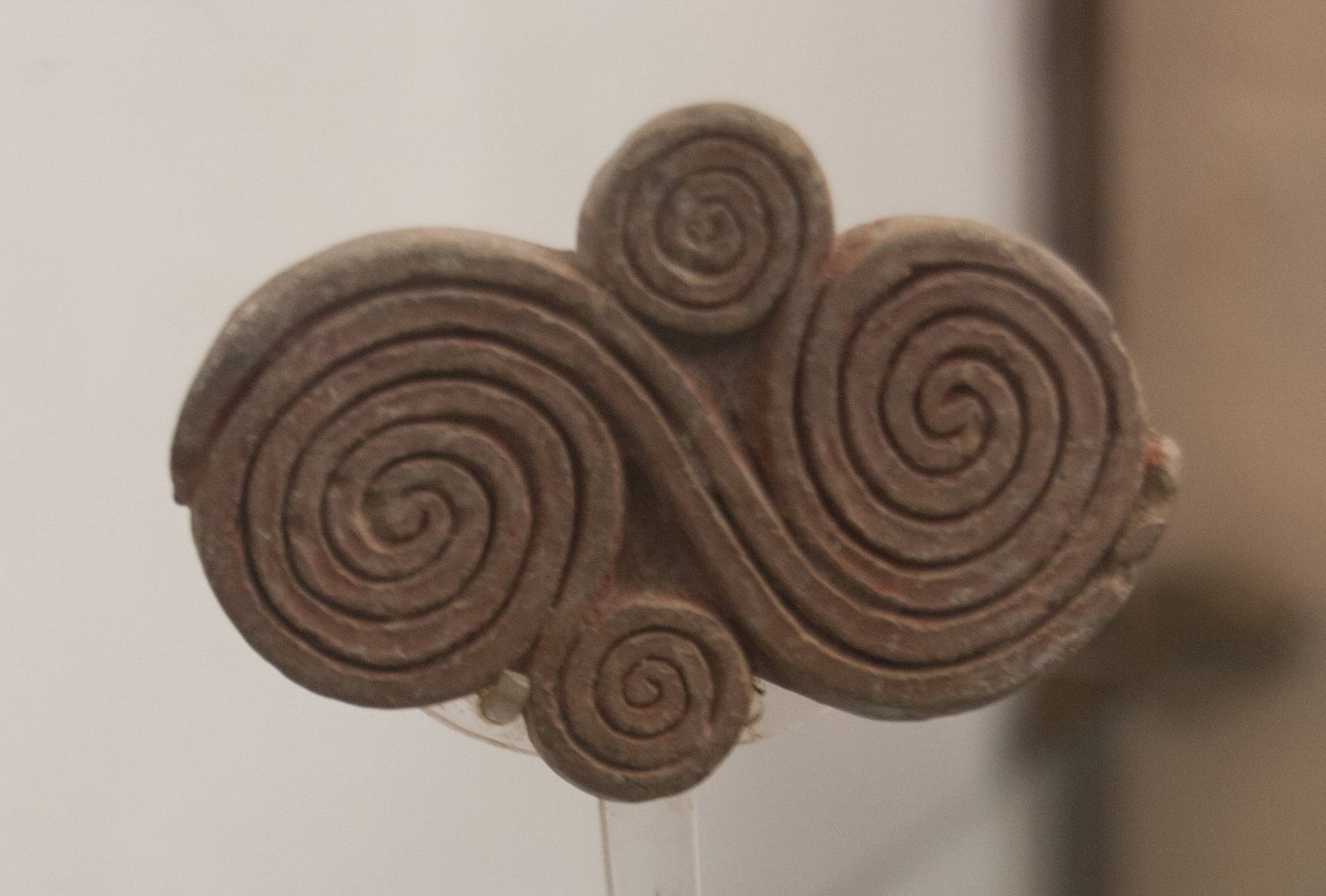
Pintadera a punzone fittile (Età neolitica, Stile di Serra D'alto, 4500-4000 a.C.)
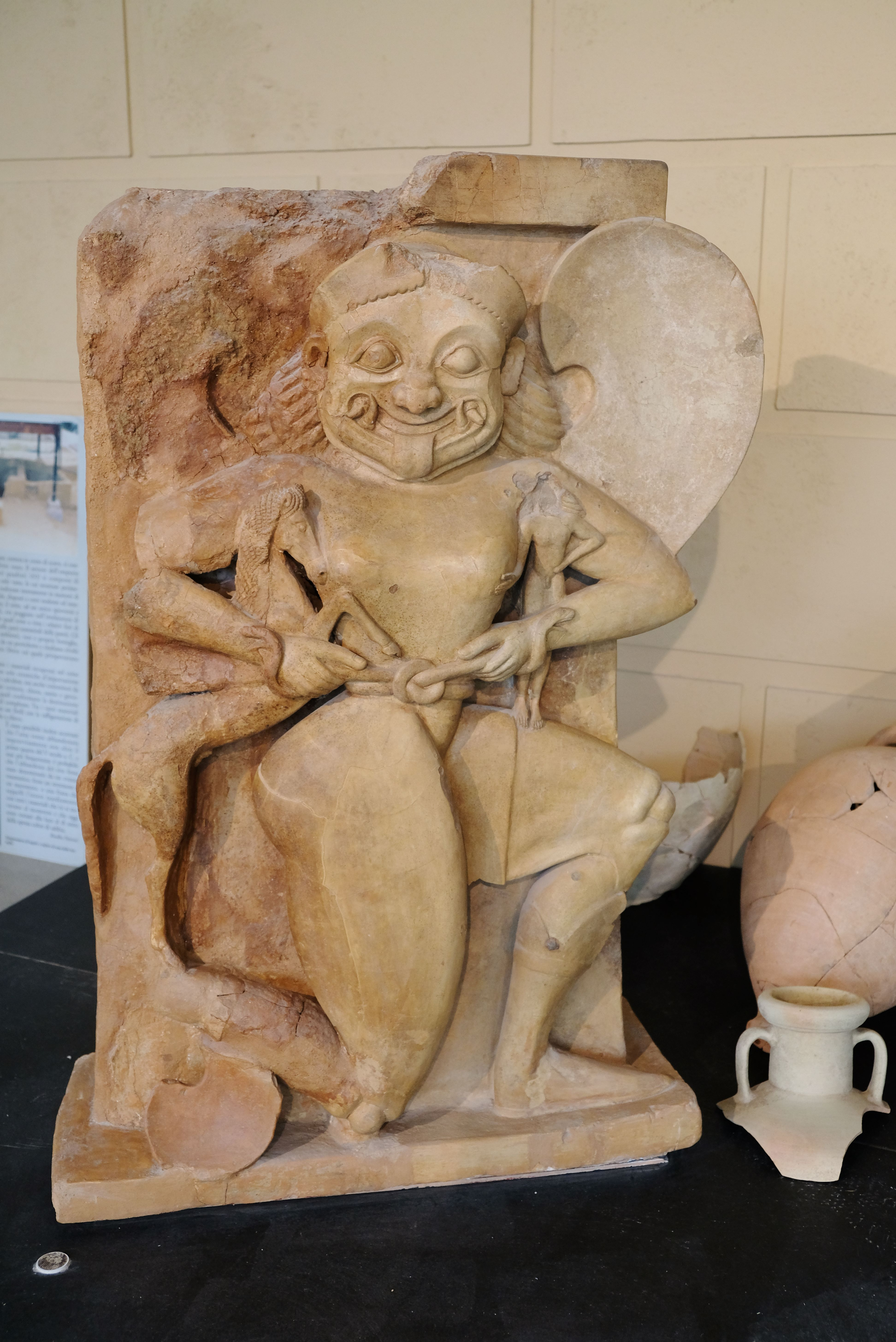
Arula in terracotta con Gorgone, Pegaso e Crisaore (V sec. a.C.)
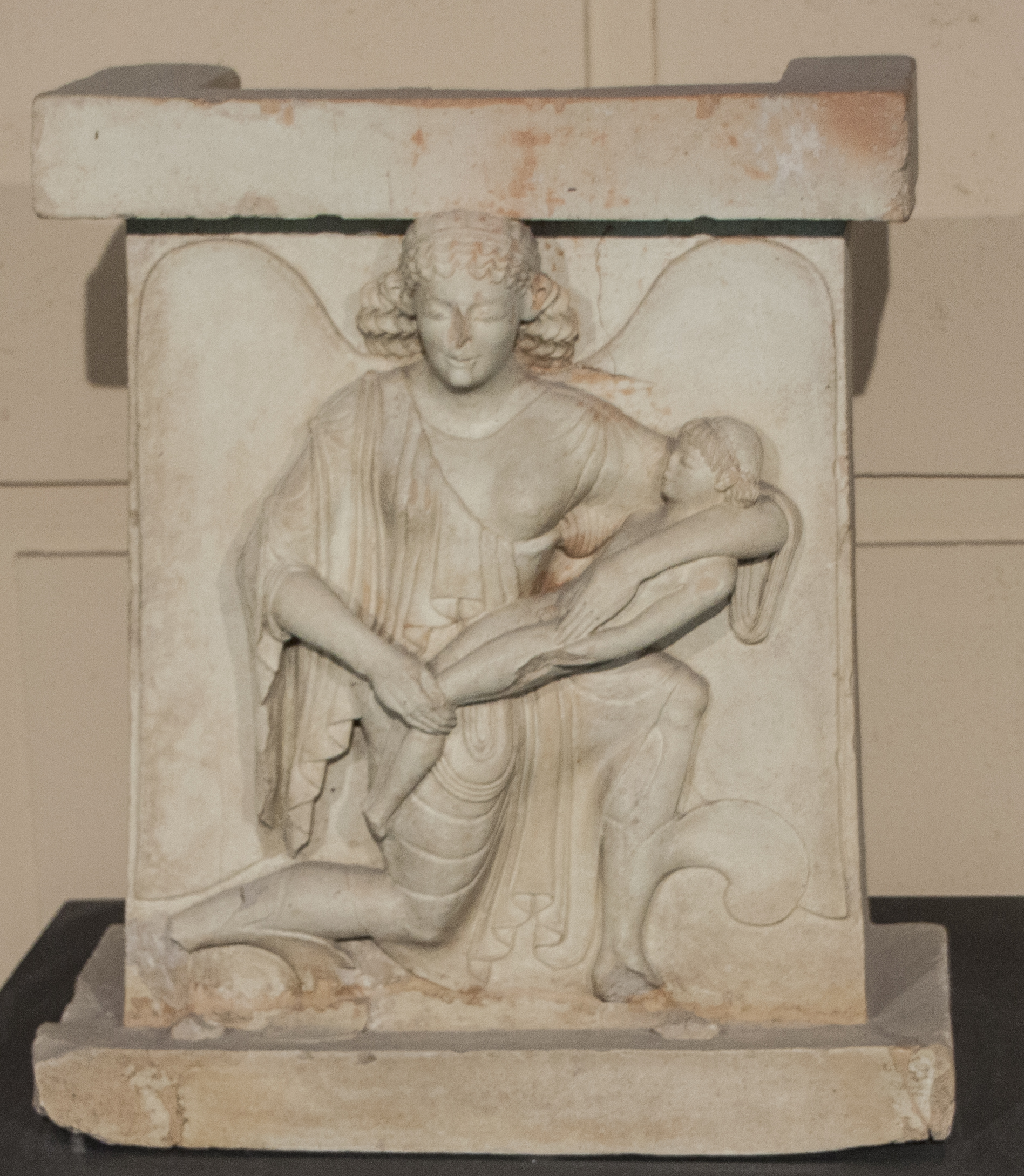
Arula in terracotta con rapimento di Cefalo da parte di Eos (V sec. a.C.)
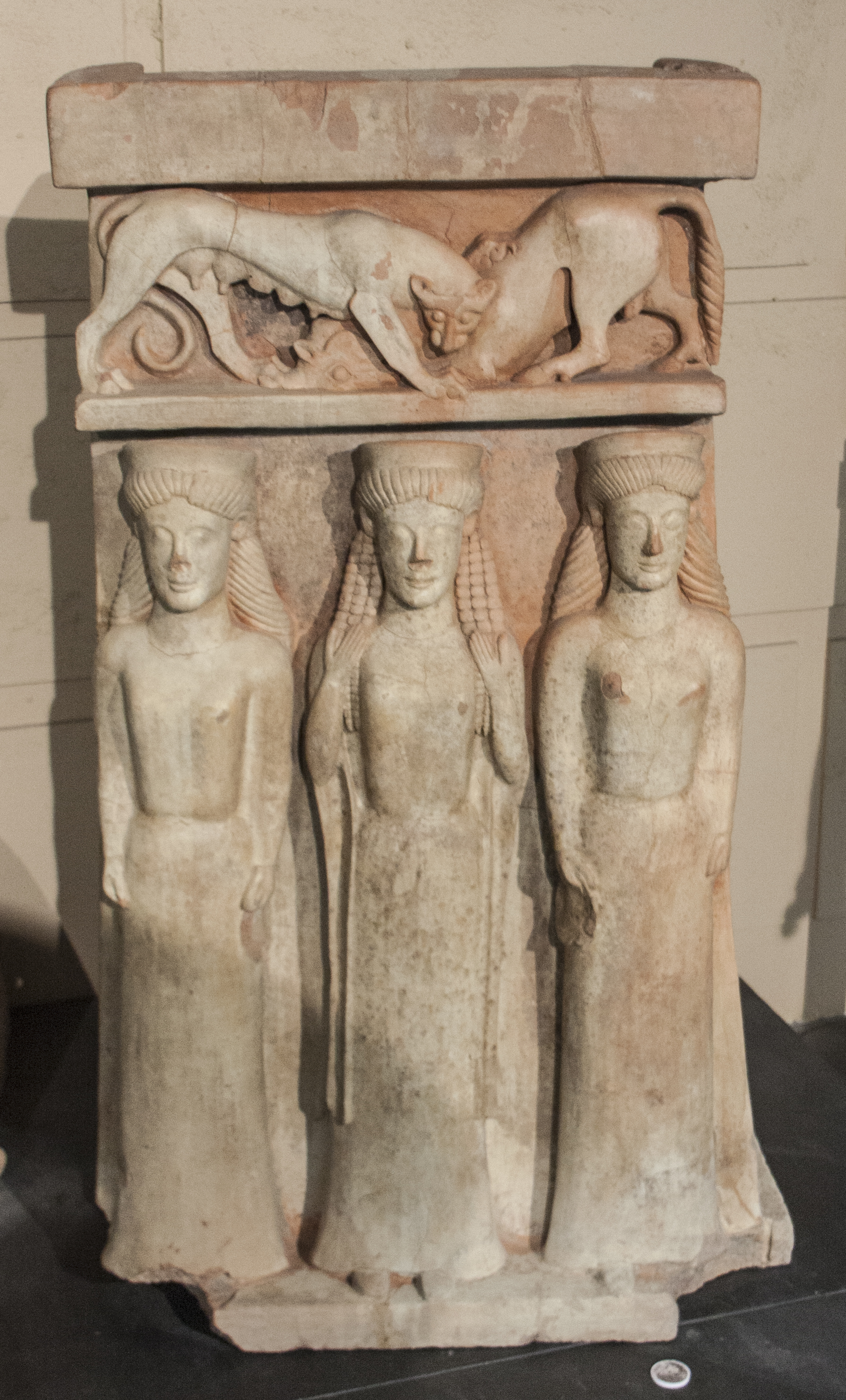
Arula in terracotta con tre divinità (V sec. a.C.)
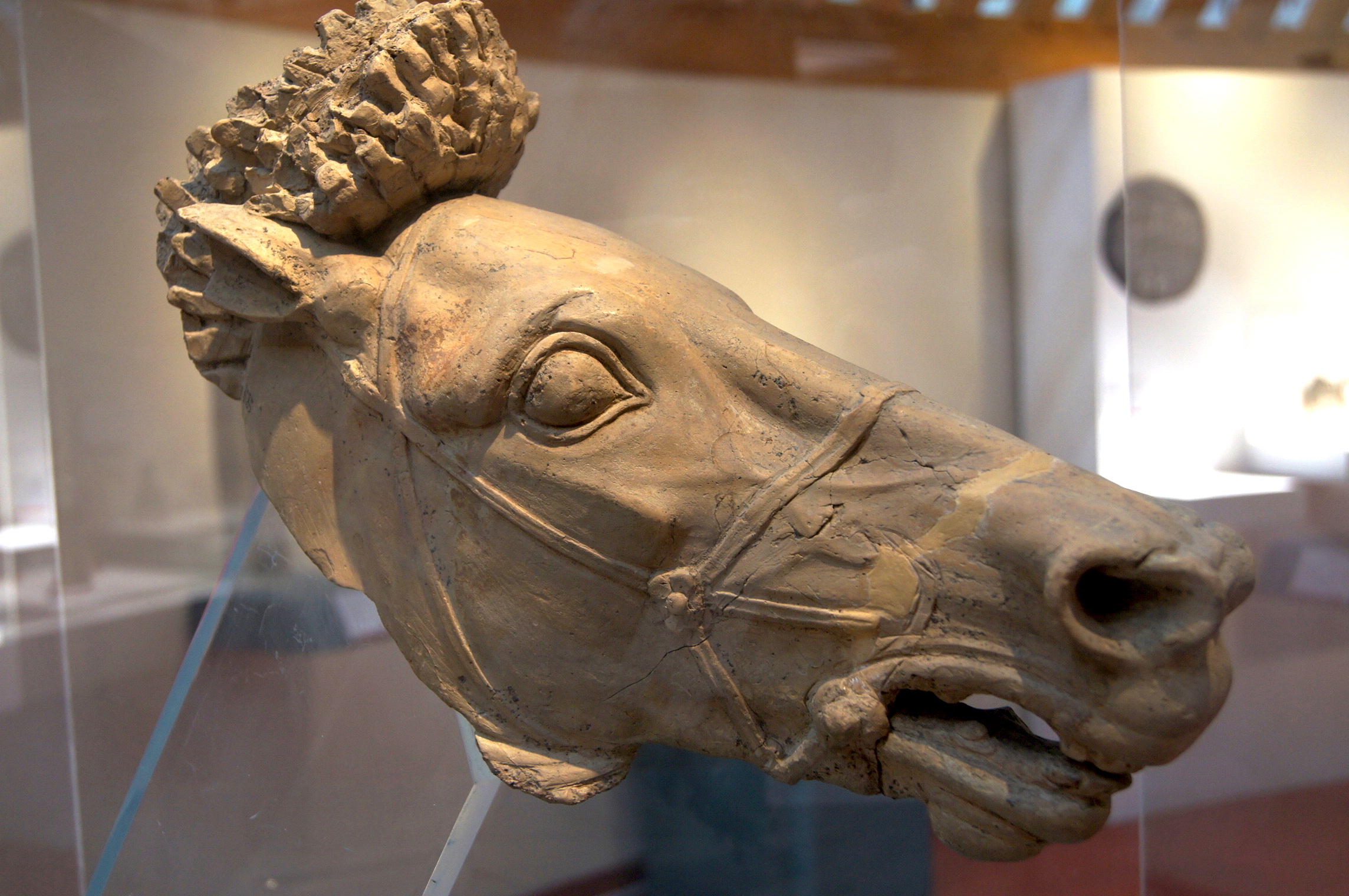
Acroterio con testa di cavallo fittile (V sec. a.C.)
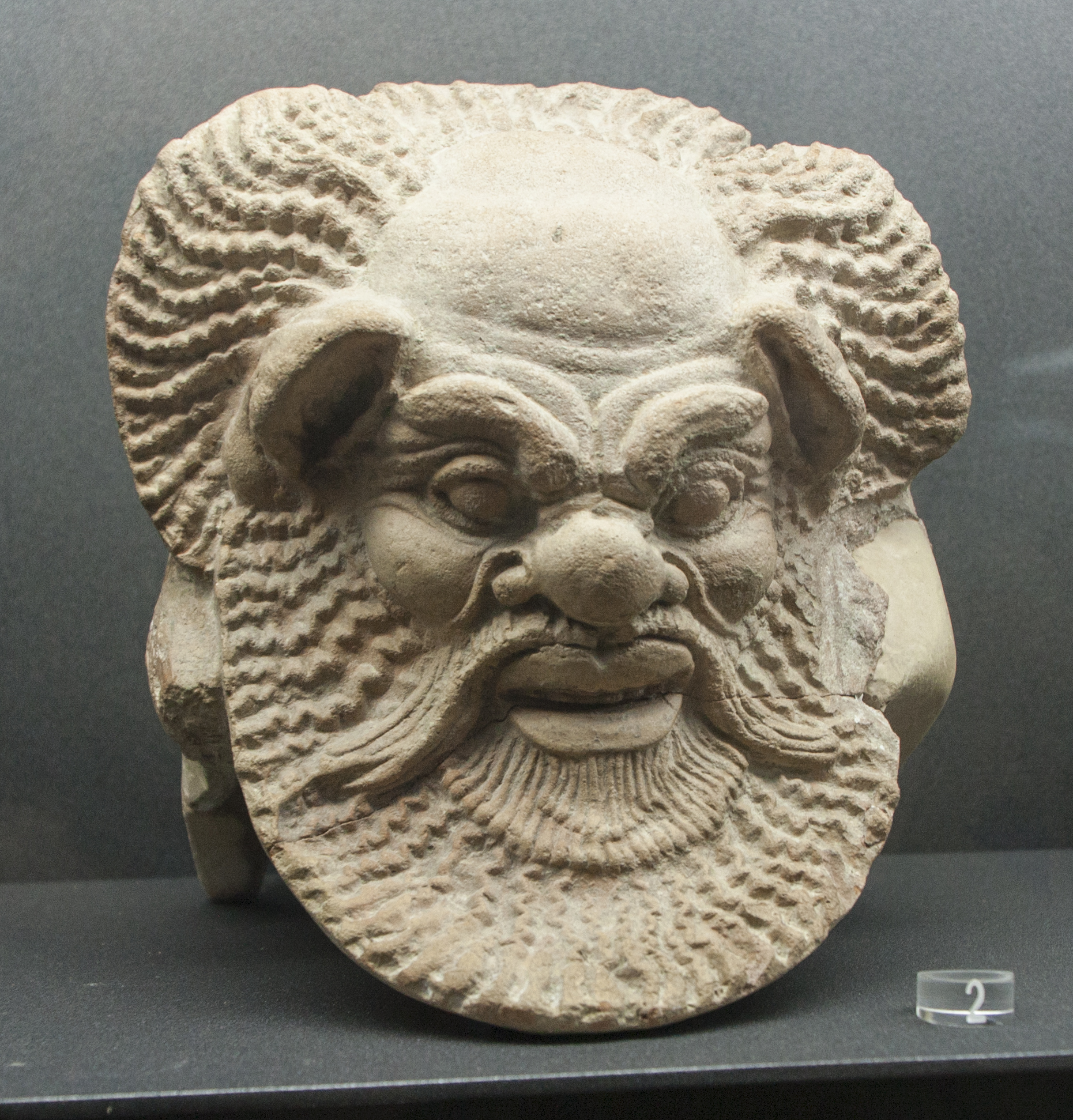
Antefissa silenica (V sec. a.C.)
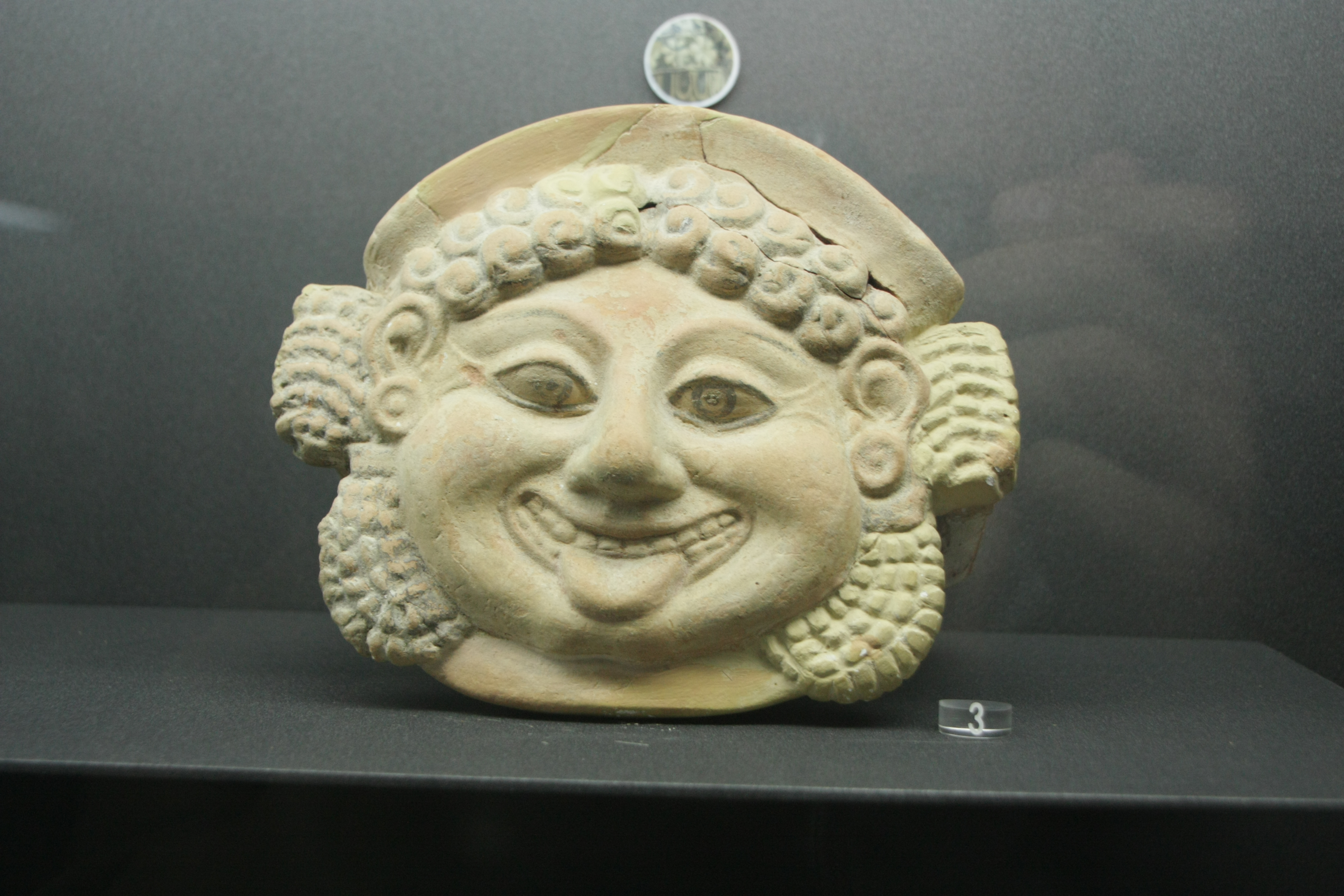
Antefissa gorgonica (V sec. a.C.)
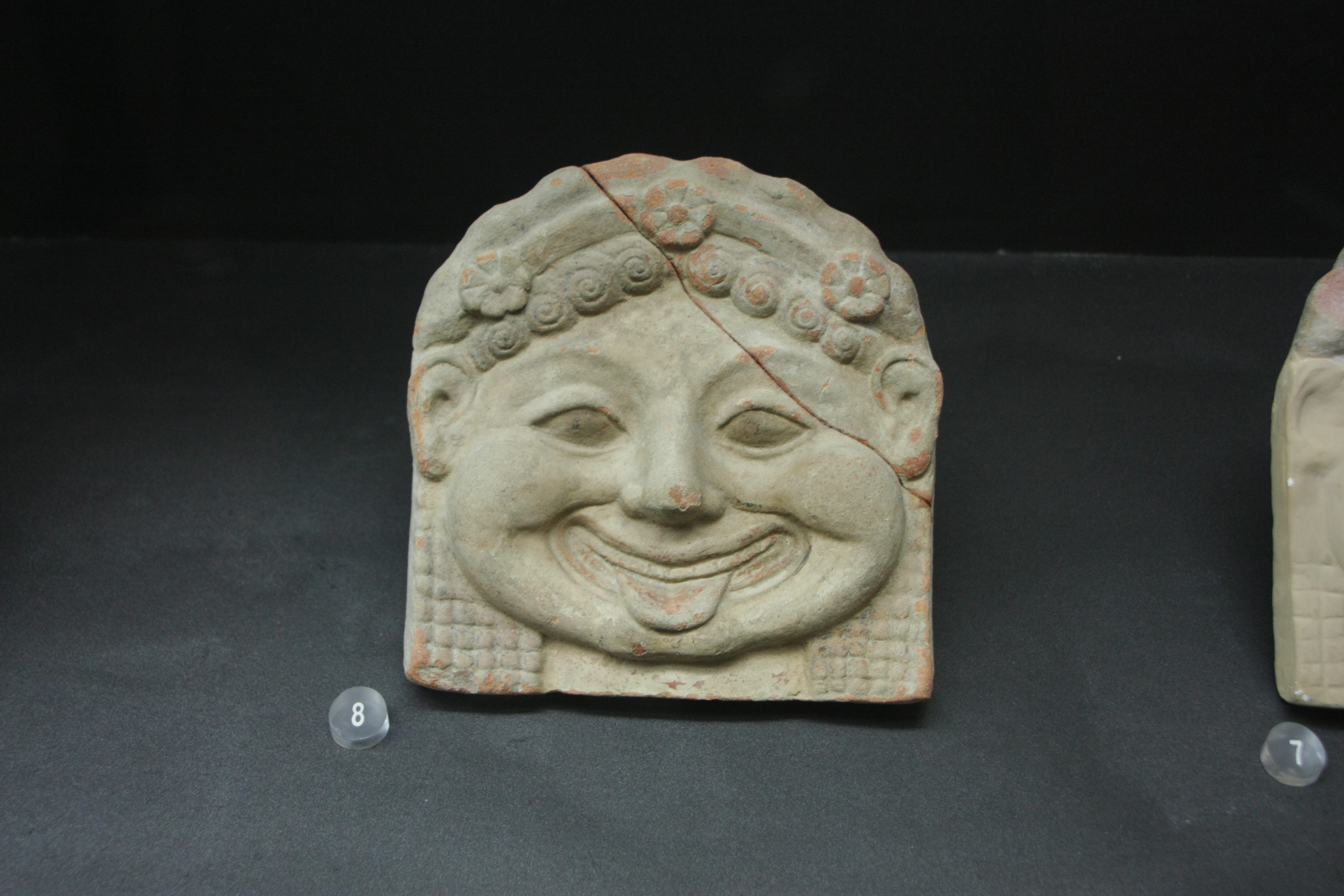
Antefissa gorgonica (V sec. a.C.)
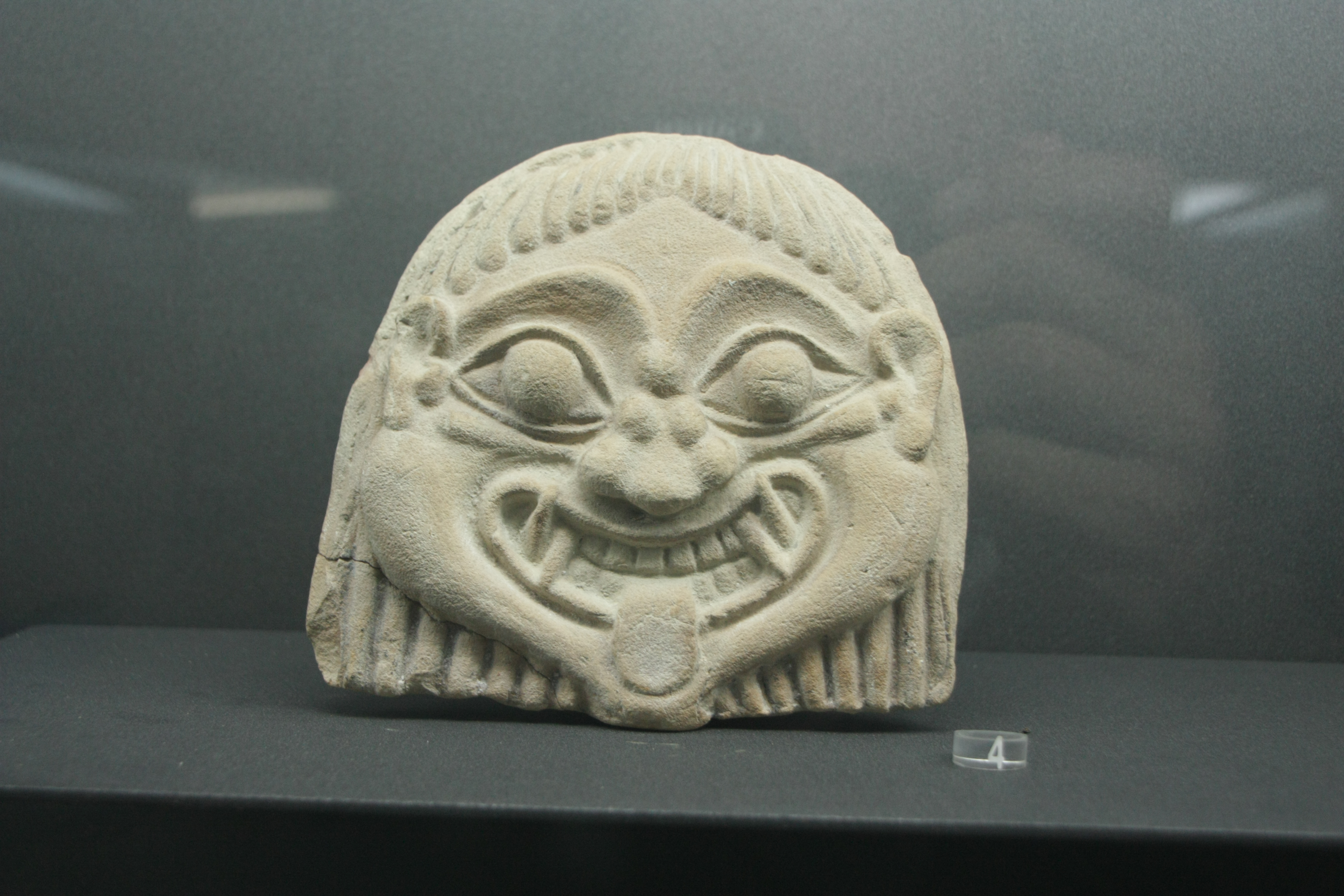
Antefissa gorgonica (V sec. a.C.)